# 2-EIGHT
2-EIGHT（ツーエイト、1985年 - ）は日本の男性ラッパー、音楽プロデューサー。山口県出身。広島県在住。
2003年に、楽曲『花』でデビュー。着うたダウンロードで6か月連続1位を獲得。2005年にアルバム『背中』を発表。2016年に日本初となるマンツーマン形式のラップスクール、エイトメイトを開校。2012年以降から、活動の場を夜のクラブハウスから昼の世界へ移行。

## 来歴・人物
幼少期にいじめを受けた経験から、ヒップホップを通じていじめや引きこもりや非行などの問題に取り組んでいる。ラッパーとしては異色の、不登校訪問支援カウンセラーおよびメンタル心理カウンセラーの資格を持つ。
2017年9月にYoutubeチャンネルを開設して以降は、自身のオリジナル曲やフリースタイルバトルを題材とした動画を毎日19時にアップロードしている。
2018年1月30日に急性リンパ性白血病が発覚したことを自身の動画内で明かし、同7月28日を最後に動画の更新を休止していたが、同10月1日に治療成功して退院したと発表した。